# جيرهارد وينثر
جيرهارد وينثر (بالنرويجية البوكمول: Gerhard Winther)‏ هو منافس ألعاب قوى نرويجي، ولد في 12 مايو 1913، وتوفي في 28 أغسطس 1987.

## وصلات خارجية
- جيرهارد وينثر على موقع أوليمبيديا (الإنجليزية)